# Syntormon tasmanense
Syntormon tasmanense är en tvåvingeart som beskrevs av Daniel J. Bickel 1999. Syntormon tasmanense ingår i släktet Syntormon och familjen styltflugor. Inga underarter finns listade i Catalogue of Life.